# Eotitanosuchidae
De Eotitanosuchidae zijn een familie van uitgestorven  biarmosuchide therapsiden. De Eotitanosuchidae waren grote roofzuchtige therapsiden uit het Wordien. Het werd ooit beschouwd als behorend tot een afzonderlijke therapside infraorde Eotitanosuchia.

## Kenmerken
De Eotitanosuchia lijken verder gevorderd dan de Biarmosuchia doordat de tijdelijke opening achter de oogkas - hoewel klein - nog steeds iets groter is dan bij Biarmosuchia; het is uitgebreid in de bovenste achterste (posterodorsale) marge, waardoor het aanhechtingsgebied van de adductoren (kaaksluitende) spieren zichtbaar is vanuit het dorsale (bovenaanzicht) naar beneden kijkend. De eotitanosuchische beet was sterker en efficiënter dan de biarmosuchische beet. Om deze reden zien sommige paleontologen de eotitanosuchiden als een overgang tussen de Biarmosuchia en hogere therapsiden. Het is minstens even waarschijnlijk dat kenmerken van een grotere tijdelijke opening - en dus een grotere spiermassa en bijtkracht - gelijktijdig evolueerden bij een aantal vroege therapside groepen, vanwege de duidelijke voordelen die deze aanpassing opleverde. Men moet op zijn hoede zijn bij het toepassen van cladistische methodologie op kenmerken die waarschijnlijk gelijktijdig zullen evolueren tussen vele concurrerende geslachten. In andere opzichten zijn de Eotitanosuchia vrij basaal; ze waren het minst gewijzigd in hun kaakapparaat van hun sphenacodonte voorouders.